# Ngân hàng cho cá nhân
Ngân hàng cho cá nhân là dịch vụ ngân hàng, đầu tư và các dịch vụ tài chính khác do các ngân hàng và công ty dịch vụ tài chính cung cấp chủ yếu cho các cá nhân có giá trị ròng cao (HNWIs) có mức thu nhập cao hoặc có tài sản lớn. Ngân hàng tư nhân tạo thành một tập hợp con độc quyền hơn (đối với những người đặc biệt giàu có) trong việc quản lý tài sản. Thuật ngữ "tư nhân" đề cập đến dịch vụ khách hàng được cung cấp trên cơ sở cá nhân hơn là trong ngân hàng bán lẻ trên thị trường đại chúng, thường thông qua các cố vấn ngân hàng chuyên dụng. Ít nhất cho đến gần đây, nó chủ yếu bao gồm các dịch vụ ngân hàng (nhận và thanh toán tiền gửi), quản lý tài sản bí mật, môi giới, dịch vụ tư vấn thuế hạn chế và một số dịch vụ kiểu phục vụ khách do một nhà quản lý quan hệ được chỉ định cung cấp.

## Lịch sử
Ngân hàng cho cá nhân là sự khởi nguồn của ngân hàng. Các ngân hàng đầu tiên ở Venice tập trung vào việc quản lý tài chính cá nhân cho các gia đình giàu có. Các ngân hàng tư nhân được gọi là "tư nhân" để nổi bật so với ngân hàng bán lẻ và ngân hàng tiết kiệm nhắm vào tầng lớp trung lưu mới. Theo truyền thống, các ngân hàng tư nhân được liên kết với các gia đình trong nhiều thế hệ. Họ thường tư vấn và thực hiện tất cả các dịch vụ tài chính, ngân hàng cho các gia đình này. Trong lịch sử, ngân hàng tư nhân đã phát triển ở Châu Âu (xem Danh sách các ngân hàng tư nhân). Một số ngân hàng ở châu Âu được biết đến với việc quản lý tài sản của một số gia đình hoàng gia. Tài sản của Princely Family of Liechtenstein được quản lý bởi LGT Group (được thành lập vào năm 1920 và ban đầu được gọi là The Liechtenstein Global Trust). Tài sản của hoàng gia Hà Lan do MeesPierson (thành lập năm 1720) quản lý. Tài sản của Hoàng gia Anh do Coutts (thành lập năm 1692) quản lý.
Trong lịch sử, ngân hàng cho cá nhân được xem là một thị trường ngách rất độc quyền chỉ phục vụ cho các cá nhân giàu có có thanh khoản trên 2 triệu đô la, mặc dù hiện nay có thể mở tài khoản ngân hàng tư nhân với số tiền ít nhất là 250.000 đô la cho các nhà đầu tư tư nhân. Bộ phận ngân hàng tư nhân của một tổ chức cung cấp các dịch vụ như quản lý tài sản, tiết kiệm, thừa kế và lập kế hoạch thuế cho khách hàng của họ. Đối với các dịch vụ ngân hàng tư nhân, khách hàng thanh toán dựa trên số lượng giao dịch, hiệu suất danh mục đầu tư hàng năm hoặc "phí cố định", thường được tính theo tỷ lệ phần trăm hàng năm của tổng số tiền đầu tư.
"Cá nhân" cũng ám chỉ đến bí mật ngân hàng và giảm thiểu thuế thông qua việc phân bổ tài sản cẩn thận, hoặc bằng cách che giấu tài sản với cơ quan thuế. Thụy Sĩ và một số ngân hàng offshore đã bị chỉ trích vì hợp tác với các cá nhân trốn thuế. Mặc dù gian lận thuế là một tội hình sự ở Thụy Sĩ, nhưng trốn thuế chỉ là một tội dân sự, không yêu cầu ngân hàng thông báo cho cơ quan thuế.

### Những phát triển gần đây trong ngân hàng cho cá nhân
Quốc tế hóa nền kinh tế, sự phát triển công nghệ như Internet và điện thoại di động đảm bảo rằng các ngân hàng phải đổi mới giá trị đề xuất của họ và tìm kiếm thị trường mới. Ví dụ, sự tăng trưởng của HNWIs thấp ở các thị trường ngân hàng tư nhân truyền thống như châu Âu, so với châu Á, nơi số lượng triệu phú đã tăng lên 3,6 triệu.
Năm 2016, Credit Suisse và UBS đã thay thế từ "ngân hàng cho cá nhân" bằng quản lý tài sản; ngân hàng cho cá nhân đã phải đối mặt với rủi ro danh tiếng như một lĩnh vực tránh thuế hoặc thậm chí trốn thuế 

## Bảng xếp hạng ngân hàng cho cá nhân

### Bởi AUM
Về mặt AUM, 10 ngân hàng cho cá nhân lớn nhất thế giới (hoặc các bộ phận ngân hàng cho cá nhân/công ty con của các công ty nắm giữ ngân hàng lớn), tính đến năm 2019, là:
| Thứ hạng | tên ngân hàng                                           | Tổng tài sản (2019) (Tỷ US $) |
| -------- | ------------------------------------------------------- | ----------------------------- |
| 1        | UBS Global Wealth Management                            | 2,260.0                       |
| 2        | Morgan Stanley Wealth Management                        | 1,046.0                       |
| 3        | Bank of America Global Wealth and Investment Management | 1,021.2                       |
| 4        | Credit Suisse Private Banking & Wealth Management       | 770.0                         |
| 5        | J.P. Morgan Private Banking                             | 552.0                         |
| 6        | Citi Private Bank                                       | 460.0                         |
| 7        | BNP Paribas Wealth Management                           | 413.5                         |
| 8        | Goldman Sachs Private Wealth Management                 | 391.8                         |
| 9        | Julius Baer Group                                       | 379.1                         |
| 10       | Raymond James                                           | 366.3                         |

### Nhìn chung
Kết quả từ xếp hạng quản lý tài sản và ngân hàng cho cá nhân hàng năm của Euromoney vào năm 2019, trong số các yếu tố khác, xem xét tài sản được quản lý (AUM), thu nhập ròng và tài sản mới ròng. UBS Global Wealth Management đã đứng đầu trong cuộc khảo sát năm 2019 của Euromoney về "Các dịch vụ ngân hàng cho cá nhân tốt nhất nói chung năm 2019".
Bảng này hiển thị kết quả của một hạng mục trong bảng xếp hạng ngân hàng cho cá nhân, "Các dịch vụ ngân hàng cho cá nhân tốt nhất toàn cầu nói chung năm 2019".
| Thứ hạng năm 2019 | Thứ hạng năm 2018 | Tên ngân hàng |
| ----------------- | ----------------- | ------------- |
| 1                 | 1                 | UBS           |
| 2                 | 3                 | Credit Suisse |
| 3                 | 2                 | JP Morgan     |
| 4                 | 7                 | BNP Paribas   |
| 5                 | 5                 | Citi          |
| 6                 | 11                | Santander     |
| 7                 | 4                 | Julius Baer   |
| 8                 | 6                 | Pictet        |
| 9                 | 9                 | Goldman Sachs |
| 10                | 8                 | HSBC          |